# 12
Évszázadok: i. e. 1. század – 1. század – 2. század
Évtizedek: i. e. 30-as évek – i. e. 20-as évek – i. e. 10-es évek – i. e. 1-es évek – 1-es évek – 10-es évek – 20-as évek – 30-as évek – 40-es évek – 50-es évek – 60-as évek
Évek: 7 – 8 – 9 – 10 –  11 – 12 – 13 – 14 – 15 – 16 – 17

## Események

### Római Birodalom
- Germanicus Iulius Caesart és Caius Fonteius Capitót (helyettese Caius Visellius Varrót választják consulnak.
- Germanicus csatlakozik Tiberiushoz a Rajnánál és folytatják a germán törzsek megfélemlítését, amelyek így a teutoburgi katasztrófa után sem tudnak átcsapni a folyón a római uralom alatt álló Germaniába. Az év végén mindketten visszatérnek Rómába és Tiberius diadalmenetet tart pannóniai és germániai győzelmeiért. Augustus császár, mint örökösére részlegesen átruházza rá princepsi hatalmának egy részét, többek között a census megtartását.
- Annius Rufust nevezik ki Júdea, Szamária és Idumea prefektusává.

### Pártus Birodalom
- A pártus nemesség római szokásai miatt fellázad I. Vonónész király ellen és az uralkodói dinasztia másik tagját, II. Artabanosz atropaténéi királyt hívják meg a trónra. Az elűzött Vonónész Örményországba menekül, ahol az arisztokrácia elfogadja uralkodójának és elűzik a rómaiak által trónra ültetett, zsidó származású addigi királyt, V. Tigranészt (Nagy Heródes unokáját).

## Születések
- augusztus 31. – Caligula római császár

## Fordítás
- Ez a szócikk részben vagy egészben  a(z)   12 című német Wikipédia-szócikk ezen változatának fordításán alapul.  Az eredeti cikk szerkesztőit annak laptörténete sorolja fel. Ez a jelzés csupán a megfogalmazás eredetét és a szerzői jogokat jelzi, nem szolgál a cikkben szereplő információk forrásmegjelöléseként.